# 타카하시 히카루
타카하시 히카루(髙橋 ひかる, 2001년 9월 22일 ~ )는 일본의 배우, 모델이다.